# Nómina
La nómina es la suma de los registros financieros de los sueldos de los empleados, incluyendo los salarios, las bonificaciones y las deducciones. En la contabilidad, la nómina se refiere a la cantidad pagada a los empleados por los servicios que prestan durante un cierto período de tiempo.

## Importancia
Desde un punto de vista contable, la 
nómina es crucial porque los impuestos sobre la  nómina y la propia nómina, afectan considerablemente el ingreso neto de la mayoría de las empresas, y están sujetos a las leyes y reglamentos (por ejemplo, la nómina en EE. UU. está sujeta a las regulaciones federales y estatales). Partiendo de la ética desde el punto de vista empresarial, es fundamental que los empleados respondan con cuestionamientos a errores en la nómina e irregularidades. La buena moral de los empleados requiere una nómina a pagar a tiempo y con precisión. La misión principal del departamento que se ocupa de la liquidación de la nómina, es asegurar que a todos los empleados se les pague puntualmente y en forma, con las retenciones y deducciones correctas, asegurando que las retenciones y deducciones sean remitidas en tiempo y forma. Esto incluye el pago puntual de sueldos, retenciones de impuestos, y deducciones.

## Registro y procedimiento
Existen pasos fundamentales que son comunes en la mayoría de las organizaciones. Uno de esos pasos, que se ejecuta al final de cada período de pago, consiste en la preparación de la nómina, debe mostrar los nombres y remuneraciones de todos los trabajadores así como sus deducciones. La información que se incluye en ese registro de nómina consiste en el salario firmado por el registro de España autorizado para cada trabajador y el número de horas trabajadas, tomadas de las tarjetas de tiempo o de documentos similares. Después de separar las horas ordinarias (estructurales) de las extraordinarias (no estructurales), y de aplicar las tarifas apropiadas para cada categoría laboral se tiene el total del salario devengado. La retención en la fuente, el aporte al seguro social, los impuestos por rendimientos de trabajo, y cualquier otra deducción (anticipos) autorizada por el trabajador se registran luego del valor devengado para obtener por diferencia entre el total devengado y los totales retenidos el valor neto a percibir.

## Conceptos de la nómina en España
La nómina es la factura que por imperativo de la normativa legal fiscal debe de confeccionar el empresario por los servicios prestados por unidad de tiempo (jornada) -hora, día, semana, o mes- de cada trabajador que este dado de alta en la empresa. Como factura que es,  el recibo debe de contener todos los datos identificativos del empleador y del empleado: nombre legal de la Empresa, domicilio social, código de identificación fiscal (CIF), código de cotización de la Seguridad Social, periodo de liquidación (identifica el periodo por el que se abona la nómina), nombre del trabajador, número del documento nacional de identidad (DNI) o equivalente, número de cotización de la seguridad social del trabajador, categoría profesional, fecha de antigüedad en la empresa, código del tipo de contrato y centro de trabajo.
El procedimiento y contenido que se ha de seguir para su confección es el siguiente:

### Devengados
Los devengos (ingresos brutos) son las percepciones salariales o no salariales (pagos en especie) de cada trabajador: lo que recibe el empleado. Pueden ser  dinerarias o en especies de cualquier clase o valor. Sirven para calcular principalmente la base de cotización de la seguridad social y la base imponible del impuesto sobre la renta de las personas físicas de cada trabajador, datos utilizables para calcular sus descuentos (aplicando los tipos y porcentajes legales correspondientes) que luego se restarán en el concepto de deducciones.
- Salario base: fijado por el convenio.
- Percepciones no salariales: dietas, plus de transporte, indemnizaciones, seguros médicos.
- Pagas extra: prorrateadas por meses según permanencia de alta en la Empresa, y según señalan los convenios colectivos laborales las pagas extras pueden ser dos veces al año y deben de ser abonadas en fechas determinadas -julio y Navidad-, en diversos sectores productivos existe además la paga de beneficios. También pueden ser prorrateadas por meses. (ver Artículo 31. Gratificaciones extraordinarias, del Estatuto de los trabajadores)
- Complementos salariales: pueden ser: por antigüedad; plus convenio (para subir el sueldo); retribución por idiomas; por puesto de trabajo; incentivos a comerciales, etc.

### Deducciones
Se incluyen las deducciones de Seguridad Social (cuota obrera), Hacienda (IRPF) y demás obligaciones adquiridas de forma voluntaria por el trabajador con la empresa: anticipos,  préstamos, etc.
- Contingencias: Cálculo de las bases de cotización por contingencias comunes y por contingencias profesionales, también la base de horas extras, etc. La base de cotización mensual se obtiene como regla general del total devengado anual incluyendo las pagas extras que señale el convenio, divido por 12 meses y multiplicado por los días o meses de alta del trabajador en la empresa

- A estas bases hay que aplicar los porcentajes correspondientes legales (modificables anualmente por ley) a descontar del total devengado:
  - Contingencias comunes: 4,7% de la Base de Cotización por Contingencias Comunes. En caso de baja por enfermedad, el salario a percibir es un porcentaje legal (ver regla dictada por la ley) de la base de cotización del mes (o días) anterior al día efectivo de la baja multiplicado por los días reales de baja por enfermedad del periodo(mes). En caso de baja por accidente, no existen descuentos de días, el complemento por accidente existe en  la mayoría de convenios laborales  que respetan el 100 del salario bruto percibido desde el mismo día del accidente hasta su alta por recuperación. La baja por maternidad cobra también el 100 del sueldo. El completo por enfermedad común o profesional, accidente o maternidad, es un pago delegado por orden de la seguridad social que realiza el empresario en la nómina, importe que minora del pago total en el  boletín de cotización (TC1). Las personas inscritas en el Régimen General de la Seguridad Social en España gozan de múltiples beneficios sociales.  En España, el empresario en el momento de alta de su  actividad puede optar en firmar un contrato de adhesión a la Seguridad social institucional o una Mutua privada.
    - Desempleo: 1,55 % de la Base de Cotización por Contingencias Profesionales
    - Formación profesional: 0,1 % de la Base de Cotización por Contingencias Profesionales, se destina a cursos.

  - Impuesto sobre la Renta de las Personas Físicas, conocido como IRPF:[3] es la retención porcentual que se aplica sobre el total devengado anual que se paga a Hacienda y que varia según el total devengado y la situación familiar. Cambia si lo hacen las circunstancias personales del empleado (aumento de sueldo, nacimiento de un hijo). No se puede solicitar a la empresa un porcentaje mayor de retención al señalado legalmente por las normas fiscales que indican de obligado cumplimiento un porcentaje máximo-mínimo, para cada nivel de ingresos anuales.

### Otras consideraciones
- Grupo de Cotización: Es un parámetro que determina la cotización mínima y máxima de cada trabajador, las cuales van siendo revisadas anualmente por ley. La Seguridad Social determinó inicialmente 11 grupos[4] y los ordenó según su categoría social, de tal manera que los grupos de menor nivel (propios de trabajadores pobres) gozan de unos límites más pequeños, como forma de acción social. El importe que sobrepase a la base de cotización máxima mensual establecida para el grupo 1 (3.425,70 € para 2014) no cotiza a la seguridad social. Los grupos de cotización vienen determinados por el puesto de trabajo y el salario.
- Categoría o grupo profesional: determina el salario mínimo establecido en el convenio de cada empresa que depende de su actividad, y se publican actualizados cada uno o dos años en los boletines provinciales. En los convenios colectivos hay unas tablas salariales que marcan el salario mínimo que corresponde a cada una de las categorías profesionales. En casos de cotización por días, la base mínima se fija en una cantidad de euros por día. La determinación de la pertenencia a un grupo profesional es el resultado de la ponderación, entre otros, de los siguientes factores: Conocimientos y experiencia (formación básica o específica necesaria para cumplir correctamente  la actividad encomendada), iniciativa, autonomía, responsabilidad, mando y complejidad.

- Código contrato: el 12"500

corresponde a un conto indefinido a tiempo completo; el 401, a un contrato por obra o servicio a tiempo completo; 420, a prácticas a tiempo completo, ver la tabla que a tal efecto señala la Ley para los demás tipos de contrato que existen en la actualidad.
- El antiguo modelo TC1 (RLC) indica las cuotas que corresponden a la empresa y a los empleados. Se utiliza para liquidar las cuotas del Régimen General de la Seguridad Social. El antiguo modelo TC2 (RNT) representa las relaciones nominales de los trabajadores con respecto a sus bases de cotización.

- Certificado de retenciones e ingresos a cuenta del Impuesto sobre la renta de las Personas Físicas: Documento que confecciona la empresa por imperativo legal al final de cada ejercicio fiscal y que debe entregar al trabajador,[6] en donde tiene que señalar las retribución bruta anual percibida, el total de las deducciones legales (cuota obrera (como gastos) y IRPF (impuesto a cuenta), retenciones legales aplicadas a la nómina.
- La nómina, en su concepto contable y fiscal, sigue el criterio de caja: se imputan los ingresos y gastos a medida que se realizan los cobros o los pagos.

### Tipos de nómina
- honorarios: la que esta hecha para las personas que son autónomos y/o independientes y declaran sus propios impuestos, (Abogados, Notarios, Registradores, Médicos, etc.,)

- comisiones: los que solo reciben sueldo por realizar ventas y se llevan una comisión, en esta el patrón les retiene el impuesto para declararlo a hacienda y ya no tienen que hacer una declaración (a menos de que comisionen más de 300 000 anuales).

- sueldos y salarios: son las más comunes y las que prácticamente todos conocen, los conceptos de pagos y de deducciones, etc...